# Cmentarz Vinohradski
Cmentarz Vinohradski – cmentarz komunalny położony w dzielnicy Praga 10 – Vinohrady, obok znajduje się Krematorium Strašnice. Pod względem ilości pochówków jest drugim cmentarzem w Pradze, jest wpisany do państwowego rejestru zabytków. Znajduje się na obszarze miejskiej strefy zabytkowej "Vinohrady, Žižkov, Vršovice".

## Historia
Nekropolia została założona w 1885 i w swojej historii trzy raz zwiększała zajmowany obszar. Od początku była przeznaczona dla lepiej sytuowanej części mieszczan, większa część grobowców pochodzi z przełomu XIX i XX wieku. W 1897 na terenie cmentarza wybudowano zaprojektowaną przez Antonina Turka neogotycką kaplicę pw. Św. Wacława. Obecnie cmentarz zajmuje ok. 10 hektarów, na których znajduje się ponad 16 tysięcy grobów w tym 4300 urnowych i 1850 w kolumbariach. Spoczywa tam wiele znanych osób z kręgu czeskiej kultury i nauki. Pod wschodnią częścią cmentarza przebiega linia A praskiego metra.

## Niektóre osoby pochowane na cmentarzu
- Jan Karafiát – czeski pisarz,
- Jaroslav Foglar – czeski pisarz,
- Jan Gebauer – czeski filolog i językoznawca,
- Eva Bosáková – czeska gimnastyczka,
- Emil Hácha – czeski prawnik i polityk,
- Egon Erwin Kisch – pisarz, dziennikarz i reporter,
- Olga Havlová – pierwsza małżonka byłego prezydenta Czech Václava Havla,
- Václav Havel – prezydent Czech.